# Jüdische Gemeinde Hellering

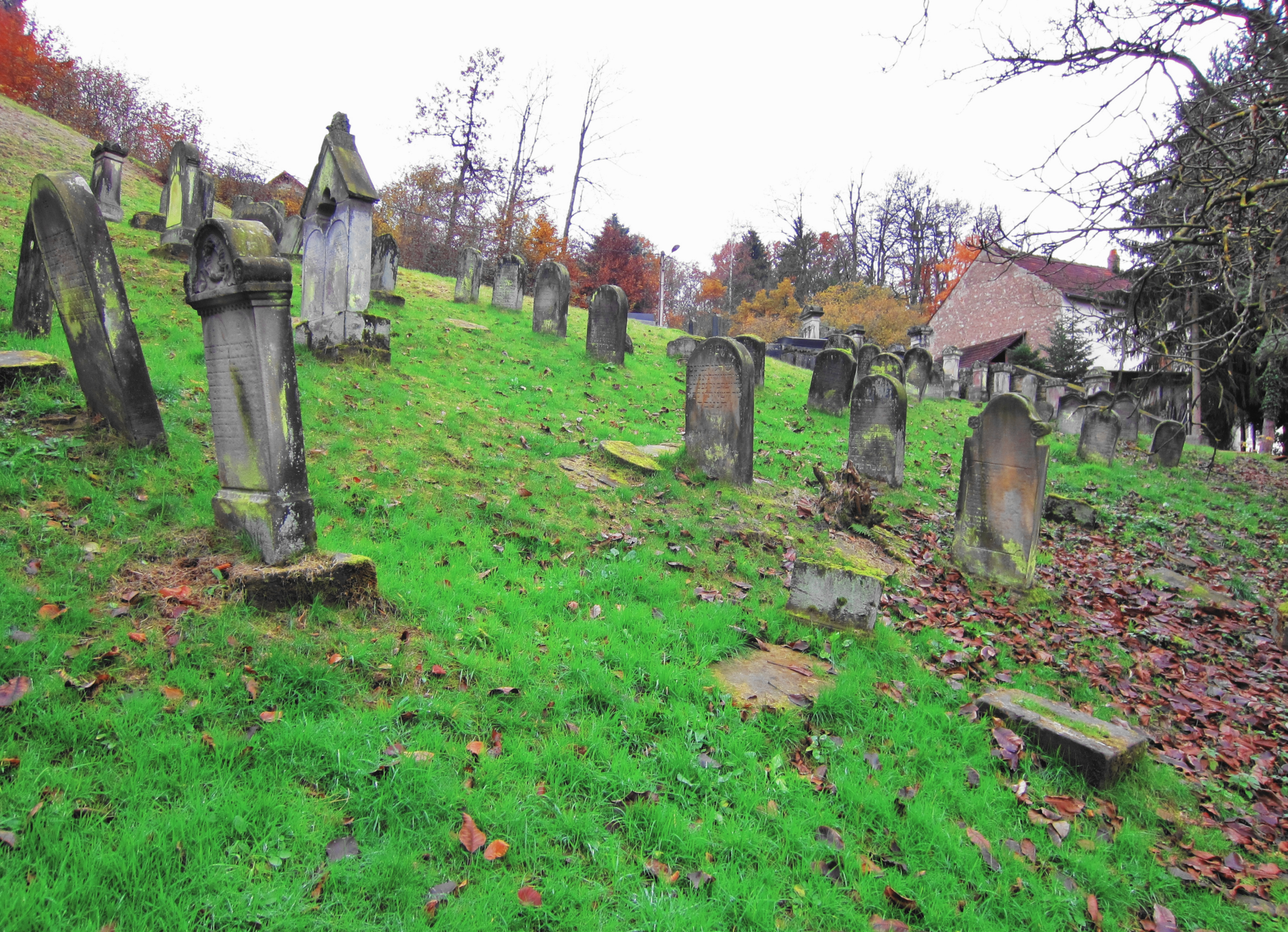
Jüdischer Friedhof in Hellering

Eine Jüdische Gemeinde in Hellering-lès-Fénétrange, einer französischen Gemeinde im Département Moselle in Lothringen, entstand  spätestens seit dem 18. Jahrhundert.

## Geschichte
Die jüdische Gemeinde Hellering besaß eine Synagoge, das Jahr der Errichtung ist unbekannt, die sich zwischen den Häusern der Nummern 27 und 29, rue Principale befand. Die Synagoge wurde 1941 von den deutschen Besatzern zerstört.

## Friedhof
Der jüdische Friedhof von Hellering befindet sich in der Rue des Carrières, auf einem schwer zugänglichen Hang. 